# IPod
iPod foi uma linha de reprodutores de mídia portáteis e computadores pessoais portáteis projetados e comercializados pela Apple Inc. O primeiro modelo foi lançado em 23 de outubro de 2001, cerca de 8 meses depois do lançamento do iTunes nos computadores Macintosh. A linha vendeu cerca de 450 milhões de unidades até 2022. A Apple descontinuou a linha iPod em 10 de maio de 2022.
O iPod podia ser utilizado para reprodução de música digital, fotos, vídeos, jogos, informações de contato, configurações de e-mail, marcadores web e calendários. Os primeiros modelos ofereciam uma interface simples para o usuário, centrada no uso da Click Wheel.
Antes do lançamento do iOS 5, a marca iPod era usada como reprodutor de música padrão do iPhone e iPad, que foi separado em aplicativos chamados "Música" e "Vídeos" no iPod Touch. A partir do iOS 5, aplicativos separados de Música e Vídeos são padronizados em todos os produtos alimentados pelo iOS. Embora o iPhone e o iPad tenham essencialmente as mesmas capacidades do media player que a linha iPod, eles geralmente são tratados como produtos separados. Em meados de 2010, as vendas do iPhone ultrapassaram as do iPod.

## Hardware
| Chipset ou Eletrônico | Produto(s) | Componente(s) |
| --------------------- | --- | --- |
| Microcontroller       | iPod Classic 1ª a 3ª geração | 2 CPUS ARM 7TDMI-derived rodando a 90 MHz                                                                            |
| Microcontroller       | iPod Classic 4ª e 5ª geração, iPod Mini, iPod Nano 1ª geração                                                                    | CPUs ARM 7TDMI de velocidade variável, rodando no pico de 80 MHz para economizar bateria                             |
| Microcontroller       | iPod Classic 6ª geração, iPod Nano 2ª geração e modelos posteriores, iPod Shuffle 2ª geração e modelos posteriores               | Samsung System-on-a-chip, baseado na arquitetura ARM.                                                                |
| Microcontroller       | iPod Shuffle 1ª geração | SigmaTel D-Major STMP3550 chip rodando a 75 MHz tanto durante a decodificação de música tanto nos circuitos de áudio |
| Microcontroller       | iPod Touch 1ª e 2ª generação | ARM 1176JZ(F)-S a 412 MHz para 1ª gen, 533 MHz para 2ª gen.                                                          |
| Microcontroller       | iPod Touch 3ª e 4ª geração | ARM Cortex A8 a 600 MHz para 3ª geração, 800 MHz para 4ª geração. (Apple A4)                                         |
| Microcontroller       | iPod Touch 5ª geração | ARM Cortex A9 a 800 MHz (Apple A5)                                                                                   |
| Microcontroller       | iPod Touch 6ª geração | Apple ARMv8-A "Typhoon" a 1.1 GHz (Apple A8) com Apple M8 Motion coprocessor                                         |
| Chip de Áudio         | iPod Classic 1ª a 5ª geração, iPod Touch 1ª geração, iPod Nano 1ª a 3ª geração, iPod Mini                                        | Codecs de áudio desenvolvidos pela Wolfson Microelectronics                                                          |
| Chip de Áudio         | iPod Classic 6ª geração, iPod Touch 2ª geração e modelos posteriores, iPod Shuffle, iPod Nano 4ª generação e modelos posteriores | Cirrus Logic Chip |
| Tipo de Armazenamento | iPod Classic | Disco rígido de 45.7 mm (1.8 in) (ATA-6, 4200 rpm com conectores ZIFF) fabricado pela Toshiba                        |
| Tipo de Armazenamento | iPod Mini | 25.4 mm (1 in) Microdrive da Hitachi e Seagate                                                                       |
| Tipo de Armazenamento | iPod Nano | Memória Flash feita pela Samsung, Toshiba entre outras                                                               |
| Tipo de Armazenamento | iPod Shuffle e Touch | Memória Flash |
| Baterias              | iPod Classic 1ª e 2ª generação                                                                                                   | Baterias de polímero de lítio recicláveis                                                                            |
| Baterias              | iPod Classic 3ª geração e modelos posteriores, iPod Mini, iPod Nano, iPod Touch, iPod Shuffle                                    | Baterias de íon-lítio recicláveis                                                                                    |
| Tela                  | iPod Nano 7ª geração | Tela de 2.5 polegadas (diagonal) Multi-Toque, resolução de 432x240 e 202 pixels por polegada                         |
| Tela                  | iPod Classic 5ª e 6ª geração | Tela LCD de 2.5 polegadas (diagonal) LED, resolução VGA e 163 pixels por polegada                                    |
| Tela                  | iPod Touch 5ª, 6ª e 7ª geração                                                                                                   | Tela de 4 polegadas (diagonal) widescreen Multi-Toque, resolução 1136x640 e 326 pixels por polegada                  |

## Modelos
O design já passou por diversas alterações desde sua introdução no mercado. Cada revisão significante é chamada uma "geração". Somente a geração mais recente permanece a venda no mercado entre os produtos novos da Apple, sendo que a Apple pode também vender (liquidar com desconto) o modelo anterior somente quando este foi retornado a eles por motivo de algum defeito de fabricação. Em cada geração de cada modelo existe ainda, por vezes, mais do que uma edição. São oito configurações distintas de iPods atualmente no mercado com quatro básicos modelos diferentes (classic, nano, shuffle e touch): O iPod classic, tradicional e original, já está na 7ª geração; o nano (na sexta geração, agora com tela de multi-toque); o shuffle (na 4ª geração) e o touch (na 5ª geração). Ocasionalmente e informalmente o termo geração é abreviado com a letra "G", mas não deve ser confundido com o uso do nome "3G" do iPhone, que é um indicativo da banda de telefonia celular utilizada, um recurso não existente ainda nos iPods, e sem relação com "geração".
Novos modelos

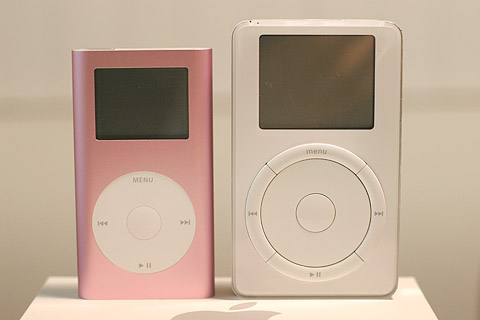
iPod mini (esquerda) e um iPod de primeira geração

As mais recentes mudanças nos novos lançamentos da linha dos modelos iPod da Apple surgiram como parte do evento Let's Pop, que a companhia produziu em Milão, no último dia 9 de Setembro de 2007.
O iPod nano ganha um novo design e a função acelerômetro, semelhante a do iPhone. Dessa forma, é possível balançar o aparelho para ativar o modo de reprodução aleatória de músicas. "É o iPod nano mais fino que já fizemos", disse Jobs - o aparelho tem 6,2 mm de espessura. O iPod Touch, uma espécie de 'iPhone sem telefone', também foi atualizado. A segunda geração do aparelho multimídia tem versões de 8 GB (US$ 229), 16 GB (US$ 299) e 32 GB (US$ 399). Além disso, ele tem alto falante embutido e formato mais fino que o antecessor.

### iPod
O modelo actual é o iPod Classic (actualmente com 160 GB de disco rígido), conseguindo armazenar, aproximadamente, 40 mil canções (dependendo do "tamanho" das "canções") ou 200 horas de vídeo, ou ainda 25 mil fotos. Em Setembro de 2009, a Apple retornou o modelo de 160 GB com firmware actualizado, fazendo parte da sétima geração. Em 2014 a linha iPod Classic foi descontinuada.

#### Primeira geração

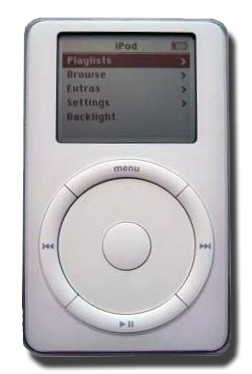
Um iPod classic da primeira geração

O iPod classic original custava US$ 399 com um disco rígido de 5 GB. A crítica não fez bons comentários em relação ao preço do dispositivo, mas o iPod provou ser um sucesso instantâneo no mercado, rapidamente ultrapassando outros MP3 players como o Nomad Jukebox. A Apple anunciou uma versão de 10 GB, por US$ 499, em março de 2002.
A Apple projetou uma roda de rolagem (scroll wheel) mecânica e contribuiu com o desenvolvimento da empresa Synaptics, que também desenvolve produtos como os mouses para laptops, incluindo o PowerBook da Apple. O iPod de primeira geração apresentava quatro botões (Menu, Play/Pause, Back e Forward), todos organizados em torno da roda central. Apesar de substituída mais tarde por rodas tocáveis (touch) e clicáveis (click) não-mecânicas, o design de controle circular tornou-se uma das principais características do iPod. Esta primeira geração só era disponível para Mac OS 9 (Classic) e X (10.1) e sua conexão com Macintoshes era feita somente através de Firewire.

#### Segunda geração
Introduzido em 17 de julho de 2002 na Macworld nas capacidades de 10 GB e 20 GB, o iPod classic de segunda geração substituiu a roda de rolagem mecânica por uma sensível ao toque e não-mecânica (fabricada pela Synaptics), que começou a ser chamada de touch wheel ("roda tátil", numa tradução livre). Devido aos novos discos rígidos da Toshiba, os iPods da segunda geração ultrapassaram os da primeira nos quesitos peso e espessura. A partir desta segunda geração o iPod passou a ser compatível com Win 2000.

#### Terceira geração

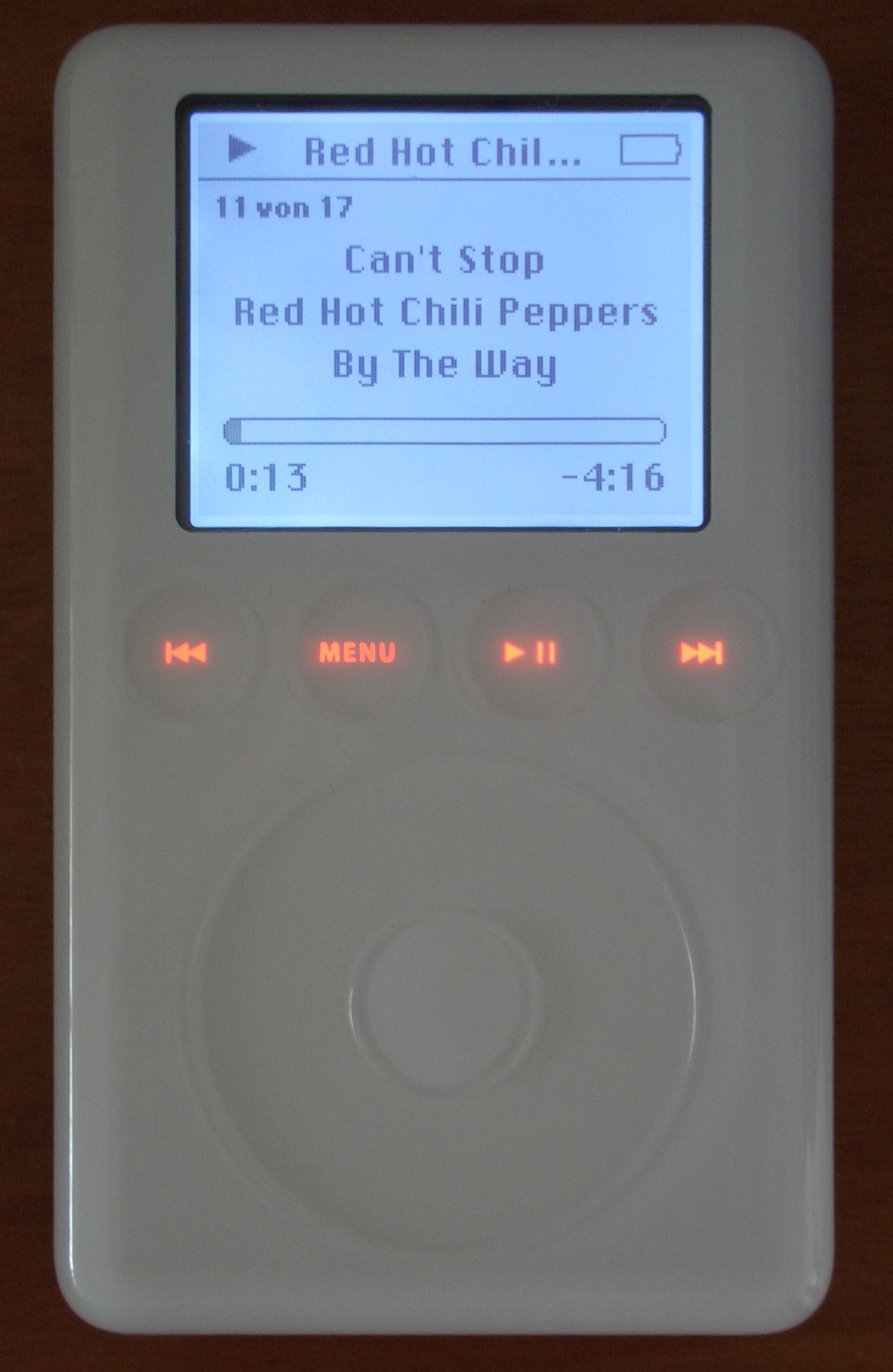
iPod classic de terceira geração executando um arquivo de áudio

Em 28 de abril de 2003, o CEO da Apple, Steve Jobs, introduziu uma série de iPods "ultrafinos". Um pouco menores que seus predecessores, uma diferença mais notável foram as pontas mais oblíquas. Durante a vida do iPod da terceira geração, a Apple produziu os modelos de 10 GB, 15 GB, 20 GB, 30 GB e 40 GB.
Esses iPods usam um conector de 30 pinos chamados de "Dock Connector" — mais longos e planos que um plugue FireWire. Isso permitiu o desenvolvimento de uma série de acessórios, como o iPod Dock que a Apple introduziu na mesma época. A iPod Dock veio junto de todos os iPods, exceto o mais barato, e também era vendida separadamente.
O iPod da terceira geração apresentava quatro botões localizados abaixo da tela. Os novos botões possuíam uma luz vermelha no fundo (controlada pelas mesmas preferências da luz de fundo da tela), permitindo um uso mais fácil no escuro.
Com o iPod da 3G, a Apple parou de produzir versões do produto diferentes para Mac e Windows. Agora todos os iPods vinham com seus discos rígidos formatados para uso no Macintosh; o CD-ROM incluído vinha com um utilitário para Windows que podia reformatá-los para uso com o sistema operacional da Microsoft. Esses iPods também introduziram conectividade USB, em alta-velocidade, mas somente para sincronização (com um cabo adaptador USB vendido separadamente).
Quando comprado através da loja online da Apple, a Apple Store, começou a ser oferecida uma gravação personalizada na parte de trás do produto. O cliente poderia ter duas linhas de texto gravadas a laser. Na época era cobrada uma taxa adicional, porém hoje em dia esse serviço é gratuito.
Apesar de modelos antigos provarem ter sido muito populares, após o lançamento do modelo de terceira geração as vendas do produto dispararam, combinadas de publicidade intensa e de celebridades que fizeram que o iPod virasse um item fashion.

#### Quarta geração

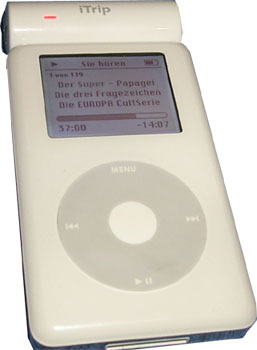
iPod classic de quarta geração

Um pouco antes do primeiro lançamento da quarta geração do iPod classic, a Apple havia lançado um novo modelo de iPod no mercado. O iPod mini. Em 6 de Janeiro de 2004, o mini lançava um novo recurso que foi introduzido depois, na quarta geração do iPod classic.
A quarta geração do iPod Classic foi lançada e re-lançada, num total de três edições. Em julho de 2004, a Apple lançou o iPod de quarta geração. Numa nova campanha de publicidade, Steve Jobs anunciou a nova geração na capa da revista Newsweek[carece de fontes?].
Na mais óbvia diferença de seus predecessores, a quarta geração do iPod Classic ganhou a roda clicável (click wheel), que fora introduzida no iPod Mini. Alguns usuários criticaram a mudança porque os botões agora não tinham mais luz interna, mas outros defenderam-na, alegando que a presença dos botões em pontos cardeais fazia com que a presença de luz interna não fosse necessária. A Apple também anunciou que o novo software incluído no iPod permite um melhor gerenciamento da carga da bateria, aumentando-a para até 12 horas. USB, agora, era totalmente compatível (com adaptador) para todas funções, assim como o Firewire. Outras mudanças pequenas incluem a adição de uma opção de executar canções aleatoriamente (Shuffle Songs) no menu principal. Após vários pedidos de usuários de iPods de gerações anteriores, a Apple lançou uma atualização na Internet que incluía os novos itens no menu aos iPods mais antigos.
Originalmente, o iPod classic de quarta geração tinha uma tela monocromática e não tinha suporte a fotos. Era comercializado em dois modelos: um de 20 GB por US$ 299 e um de 40 GB por US$ 399. Em 26 de Outubro de 2004, a Apple lançou a segunda edição, uma alteração para a quarta geração; esta incluía discos rígidos de 30, 40 e 60 GB e a bateria durava agora até 15 horas. A Apple cancelou o modelo de 40 GB em fevereiro de 2005, restando somente a versão de 20 GB, mas antes, em 11 de Janeiro de 2005, introduziu a primeira geração do novo modelo, o iPod shuffle, que não mais precisava adaptador para conexão USB; e adicionalmente, em 22 de Fevereiro de 2005, lançou a segunda edição do iPod mini. Em 28 de Junho de 2005, a Apple lançou ainda a terceira edição na quarta geração, e agora oferecia novamente tanto o modelo com 20 GB como o de 60 GB e numa variação com tela colorida e capacidade para ver fotos reintegrada na linha dos iPods desde outubro de 2004 (ver iPod photo, abaixo). O iPod de quarta geração monocromático era um pouco mais fino (em torno de 1 mm a menos) que o iPod de terceira geração.

##### iPod photo / iPod colorido

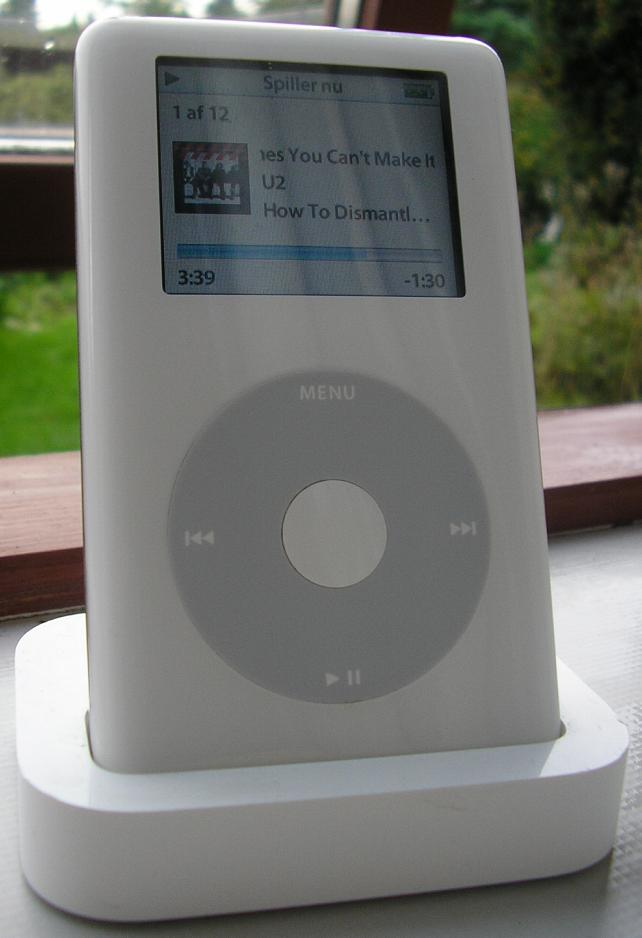
iPod photo da 4ª geração

Parte da família de modelo classic da quarta e depois da quinta geração.
Lançado em 28 de outubro de 2004, o iPod photo (originalmente nomeado "iPod Photo", com um P maiúsculo, mas renomeado menos de um mês depois de seu lançamento) apresentava uma tela colorida de 65 536 cores, com uma resolução de 220 × 176 pixels e a habilidade de armazenar e exibir imagens JPEG, BMP, GIF, TIFF e PNG. Um milímetro mais grosso que o iPod monocromático de quarta geração, o iPod photo (parte da linha quarta geração) também tinha a capacidade de executar música até 15 horas para cada carga de bateria. O iPod photo vinha originalmente em versões de 40 GB e 60 GB, que custavam US$ 499 e US$ 599, respectivamente.
Em 23 de fevereiro de 2005, a Apple tirou do mercado a versão de 40 GB; que incluía um cabo USB, um cabo FireWire e uma dock. A versão foi substituída por uma de preço menor, com 30 GB, que incluía somente um cabo USB e não vinha com dock. Além disso, o preço do modelo de 60 GB foi reduzido, na mesma época. Diferente dos primeiros iPods photo, a versão mais barata do de 60 GB e o novo de 30 GB não vinham com a dock, o cabo FireWire, a proteção para viagem e os cabos A/V (acessórios com o valor aproximado de US$ 120).
Em 28 de junho de 2005, a Apple Computer fundiu a linha iPod classic com a linha iPod photo, removendo todos os modelos monocromáticos da linha principal do iPod. O iPod classic de 20 GB agora possui todos os recursos da antiga linha iPod photo por US$ 299, o mesmo preço da antiga versão monocromática. O preço do iPod photo de 60 GB, agora conhecido apenas por iPod de 60 GB, caiu de US$ 449 para US$ 399 e a Apple tirou do mercado o modelo de US$ 349. A Apple, assim como outros grandes sites de fãs do produto, continuaram referindo-se à linha como a quarta geração. O iTunes também foi atualizado para a versão 4.9, que incluiu recursos de podcasting ao programa e a todos iPods.
Para gerenciar a biblioteca de fotos no iPod, os usuários Mac usam o iPhoto da Apple, enquanto os utilizadores do Windows precisam de usar o Adobe Photoshop Album ou Elements ou usar o iTunes, só que esse último possui poucos recursos para a transferência de fotos. Os novos computadores Mac já vêm com o iPhoto, enquanto os usuários Windows precisam usar o iTunes ou comprar os produtos da Adobe, que não vêm no CD-ROM de instalação.
Conforme verificado em 28 de junho de 2005, o iPod vem acompanhado de cabo USB e adaptador elétrico. Acessórios opcionais populares incluem a dock, o cabo FireWire (que os usuários podem usar no lugar do USB), um cabo A/V (para ver álbuns fotográficos numa televisão) e um conector para câmera para transferir e ver imagens diretamente de uma câmera digital ao iPod.
Essa linha de iPods coloridos possuiu uma falha em que alguns aparelhos pausam a música sozinhos, mesmo com o botão hold ativado. Tal deve-se a uma falha no recurso de auto-pause, que faz com o que a música pause quando os auriculares são desconectados do iPod, mas que erroneamente acha que os auriculares foram desconectados quando na verdade não foram. A entrada dos auriculares frequentemente regista problemas com modelos de outras empresas, como os auriculares da Sennheiser, mas alguns utilizadores também registraram o problema com os auriculares que acompanham o iPod. No entanto, esta linha de geração já fora descontinuada em lugar dos mais recentes lançamentos já melhorados e atualizados.

##### iPod U2 Special Edition
Parte da família de modelo classic da quarta e depois da quinta geração.
Em 26 de outubro de 2004 a Apple anunciou uma versão preta e vermelha chamado de "iPod U2 Special Edition", basicamente o iPod classic da quarta geração com tela monocromática, hoje já descontinuado. Originalmente vendido a US$ 349, a frente do produto era preta e a roda central vermelha (as cores do, à época, último álbum da banda U2, How to Dismantle an Atomic Bomb) e apresentava as assinaturas dos membros da banda gravadas na parte de trás. Também incluiu um cupom da iTunes Music Store que oferecia um desconto de US$ 50 no preço da coleção completa de músicas do U2, "The Complete U2", com mais de quatrocentas faixas. Este iPod foi eventualmente alterado e atualizado junto ao iPod photo e com a quinta geração do iPod.
Outras Edições Especiais de bandas e celebridades já haviam sido lançadas anteriormente ao U2, como a versão da Madonna, a de Beck Hansen, de No Doubt, e a de Tony Hawk.
Em 6 de junho de 2006, junto do anúncio da fusão entre as linhas do iPod classic e iPod photo, a Apple adicionou uma tela colorida e capacidades de foto ao iPod U2 Special Edition, também baixando o preço para US$ 329.

#### Quinta geração

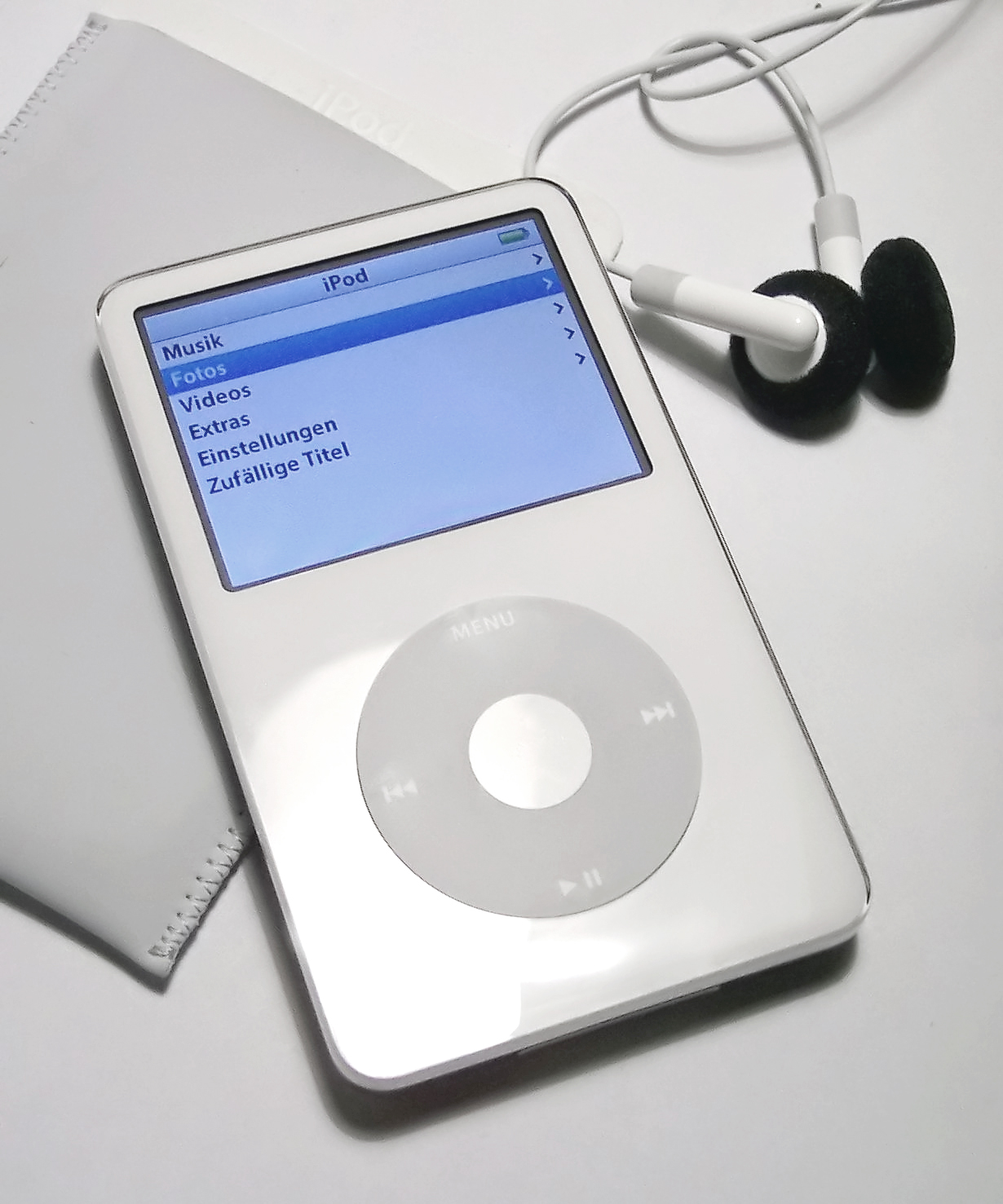
iPod quinta Geração

Em 12 de outubro de 2005, depois de muita especulação da mídia, Steve Jobs finalmente anunciava o esperado iPod classic de quinta geração, apelidado iPod Video. Esta nova geração destacava-se pela capacidade de armazenar e executar vídeos H.264/MPG-4.
A Apple fechou acordo com redes de TV americanas para disponibilizar seriados como "Lost" e "Desperate Housewives" em sua loja. Em poucos dias foram vendidos mais de 1 milhão de vídeos pela iTunes Music Store (loja de música para o iTunes da Apple). A quinta geração foi lançada nas versões de 30 e 60 GB. Em 12 de Setembro de 2006 o classic de 60 GB foi atualizado pelo modelo de 80 GB.
Em 2005, a Apple fechou um acordo com a Mercedes Benz, sendo esta o primeiro fabricante de automóvel a integrar o iPod Kit nos seus veículos, em qual kit permite o motorista ouvir todas as músicas do iPod pelo sistema de som do Mercedes Benz.
Na MacWorld Expo 2006 em São Francisco, conferência em que são anunciados produtos e novidades da Apple, promovida no início de Janeiro, Steve Jobs revelou que o iPod Video vendeu 8 milhões de unidades desde seu lançamento até então.

##### Quinta geração e ½
Paralelamente a linha que vinha sendo lançada do classic, a Apple anunciou em 12 de setembro de 2006 novos modelos da linha iPod, incluindo novas versões do iPod nano, iPod shuffle e iPod com suporte a Videoclipes. Os lançamentos foram apresentados em São Francisco, na convenção da Mac World - San Francsico.
O novo iPod classic para vídeo oferecia duas versões com capacidades de 30 GB (US$ 250) e 80 GB (US$ 350), acompanhava um novo fone de ouvido e possuía baterias com autonomia de até 3,5 e 6,5 horas para vídeo, e até 14 e 20 horas para música, respectivamente.
Além de oferecer uma duração maior da bateria comparado com a versão anterior, o novo iPod ainda oferecia uma tela 60% mais brilhante e suporte para novos jogos disponíveis no site da empresa. Cada jogo podia ser adquirido por US$ 5, e entre os títulos disponíveis estavam Bejeweled, Mahjong, Mini-golf, Pac-Man, Tetris, Cubis, Texas Hold 'Em, Vortex e Zuma.
Na mesma ocasião, a Apple também anunciava uma nova versão do iPod shuffle, com aparência semelhante ao Apple Remote. Fabricado em alumínio, sua estrutura externa possui um clip e o conector do fone de ouvido também era utilizado para recarregar a bateria e conectar ao computador.

#### Sexta geração

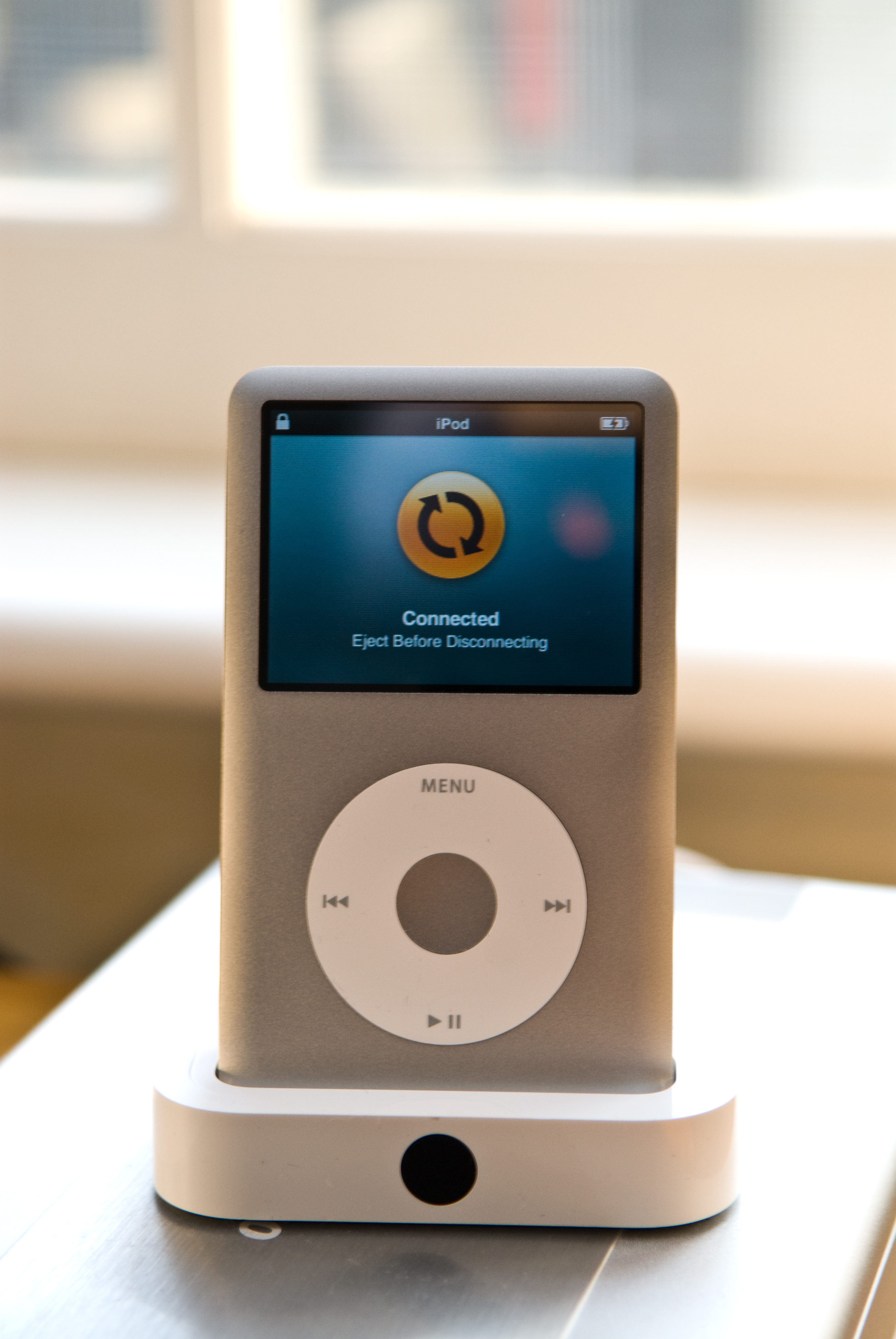
iPod Classic no dock

Em 5 de setembro de 2007, foi lançada a sexta versão do iPod classic. Vem com a função Cover Flow e com capacidades de armazenamento de 80 GB e 160 GB. Alguns dos principais destaques dessa nova versão são a interface remodelada e a parte de frontal de alumínio (que ajuda consideravelmente a evitar os riscos). A duração da bateria do de 80 GB, segundo a Apple, é de até 30 horas de música, e 5 de vídeo, enquanto a da versão de 160 GB pode chegar 40 horas de música e 7 horas de vídeo. Foi um lançamento marcante, pois a Apple retirou definitivamente a cor branca tradicional dos iPods.
Esta versão, lançada junto com a linha touch, ganhou o sufixo classic. A partir dela, a linha de iPods originais também ganhou um nome para ser identificada mais facilmente, assim como as linhas mini, nano e shuffle. Assim, com o surgimento desta linha, estima-se que todas as novas gerações de iPod original lançadas sejam acompanhadas pelo nome.

#### Sétima geração
Em 9 de Setembro de 2009, a Apple descontinua outros modelos do classic e permanece só com a versão de 160 GB do iPod classic.
Entre as inovações inclui-se o recurso Genius que cria listas de música rapidamente. O iPod classic é vendido na versão de 160 GB (€229 ou US$ 249) com a parte de trás em alumínio anodizado e a frente em prateado quintessencial ou preto cintilante. A tela com 320 x 240 pixels em 163 ppi com as dimensões: 10,35 cm x 6,18 cm x 1,05 cm e 140 gramas, sendo mais finos que as versões anteriores.
Áudio
Compatível com os seguintes formatos de áudio: AAC (16 a 320 Kbps), Protected AAC (da loja para iTunes na Apple.com), MP3 (16 a 320 Kbps), MP3 VBR, Audible (formats 2, 3, e 4), Apple Lossless, AIFF, e WAV.
Vídeo
Compatível com os seguintes formatos de vídeo: H.264 video, até 1.5 Mbps, 640 x 480 pixels, 30 quadros por segundo, versão Low-Complexity do H.264 perfil de linha base com áudio AAC-LC até 160 Kbps, 48 kHz, áudio estéreo em.m4v,.mp4, e formato.mov; vídeo H.264, até 2.5 Mbps, 640 x 480 pixels, 30 quadros por segundo perfil de linha base até Nível 3.0 com AAC-LC áudio até 160 Kbps, 48 kHz, estéreo.m4v,.mp4, e fomato.mov; MPEG-4 video, até 2.5 Mbps, 640 x 480 pixels, 30 quadros por segundo, Perfil simples com AAC-LC áudio até 160 Kbps, 48 kHz, estéreo.m4v,.mp4, e.mov.
Bateria recarregável de 36 horas de áudio e até seis horas de video playback com a bateria toda carregada.
USB 2.0
Mac OS X (v10.4.11 ou superior)
Windows Vista ou XP Home or Professional (com Service Pack 3 ou superior)
Precisa do iTunes 9 ou superior.

### iPod mini

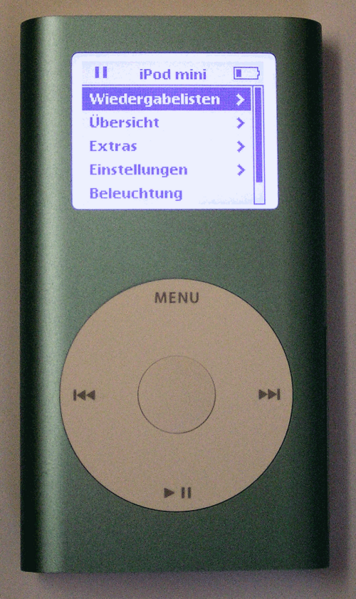
Um iPod mini azul

A Apple entrou no mercado para players de áudio digital em janeiro de 2004, com a introdução do iPod mini, competindo diretamente com players como o Zen Micro da Creative e o Rio Carbon da Digital Networks. O iPod mini possui as mesmas funcionalidades do iPod normal, mas não oferece suporte a alguns acessórios de outras empresas. Sua tela menor faz com que seja exibida uma linha de texto a menos do que modelos anteriores, limitando a identificação na tela a título da canção e artista.
O iPod mini usa drives Hitachi Microdrive da Hitachi para armazenamento.

#### Mini de primeira geração
Em 6 de janeiro de 2004, a Apple introduziu o iPod mini. Ele tinha uma capacidade de armazenamento de 4 GB e um preço de US$ 249 (na época apenas US$ 50 abaixo do preço do iPod de terceira geração de 15 GB). A crítica alegou que o produto era muito caro, mas o iPod mini provou ser um produto de popularidade extraordinária e as Apple Store tinham dificuldade em manter o produto em estoque.
O iPod mini introduziu a popular roda clicável (click wheel) que mais tarde foi incorporada nos modelos da quarta geração do iPod normal. A nova roda apresentava a possibilidade dos usuários de apenas deslizarem seus dedos para a rolagem dos itens na tela e os botões Menu, Back, Forward e Play/Pause faziam parte da roda em si, permitindo que o usuário pressionasse um dos cantos da roda para executar a ação desejada. A roda continuou na próxima geração.
Inicialmente a Apple disponibilizou o iPod mini em cinco cores: prateado, dourado, azul, rosa e verde. Os modelos prateados foram os que mais venderam, seguidos dos azuis. Os dourados, devido ao baixo interesse, foram tirados do mercado na segunda geração.

#### Mini de segunda geração
Em fevereiro de 2005, o iPod mini de segunda geração veio ao mercado com um novo modelo de 6 GB com o preço de US$ 249 e um modelo atualizado de 4 GB ao preço de US$ 199. Mais notavelmente, ambos modelos apresentavam uma duração de bateria de até 18 horas. Além disso, também ganharam cores mais ricas (apesar da Apple ter cancelado o modelo dourado) e outras pequenas mudanças (a cor dos caracteres na roda clicável agora são da mesma cor do modelo do iPod mini). Além disso, os iPods mini de segunda geração não incluíam o adaptador elétrico ou o cabo FireWire, coisas que acompanhavam os modelos anteriores.
O iPod mini foi descontinuado e substituído pelo iPod nano (ver mais abaixo).

### iPod shuffle

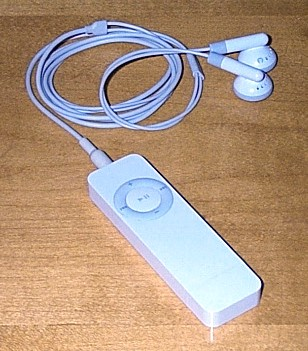
Um iPod Shuffle primeira geração com fones de ouvido.

A Apple anunciou o iPod Shuffle na Macworld Expo em 11 de janeiro de 2005 com a frase "A vida é aleatória" (Life is random) e "Dê uma chance ao acaso" (Give chance a chance). O iPod shuffle introduziu a memória flash (ao invés de um disco rígido) para os iPods. No dia 5 de setembro de 2007, foram lançadas, novas cores e a versão iPod Shuffle (PRODUCT)RED. E em fevereiro de 2008 foi introduzido o Shuffle de 2 GB e são disponíveis em cinco cores diferentes.
O Shuffle vem atualmente em dois modelos: um de 1 GB (240 canções) que custa US$ 49 e um de 2 GB (500 canções) que custa US$ 69. Já houve também a versão de 512 MB. Diferente de outros modelos do iPod, o Shuffle não consegue executar o formato Apple Lossless, provavelmente devido à capacidade de processamento reduzida do modelo. Mas reproduz nos seguintes formatos de áudio: AAC (8 a 320 Kbps), AAC protegido (da loja Online do iTunes), MP3 (8 a 320 Kbps), MP3 VBR, Audible (formatos 2, 3, e 4), AIFF, and WAV. Compatível com Windows Vista e XP Pro. O shuffle possui um processador SigmaTel. A revista PC Magazine revelou em uma reportagem que acredita que o iPod shuffle da primeira geração possuía o melhor sistema de áudio de todos os iPods disponíveis naquela época.. A partir de 11 de outubro de 2006 está disponível no mercado externo o novo iPod shuffle, que tem o formato de um "clips" que foi feito especialmente para se prender na roupa.
O iPod shuffle não possui tela e por isso possui opções limitadas para a navegação entre as faixas das canções: os usuários podem executá-las na ordem definida no iTunes ou em uma ordem aleatória (shuffled, em inglês). Os usuários podem configurar o iTunes para que cada vez que o dispositivo for conectado ao computador, o programa preencha o iPod shuffle com uma nova lista aleatória. O iPod shuffle pesa em torno de 22 gramas e seu tamanho é quase o mesmo de uma caixa pequena de goma de mascar. Como o resto da família, o iPod Shuffle pode operar como um dispositivo USB de armazenamento em massa.
De acordo com a Apple, o novo iPod shuffle é o menor dispositivo para MP3 do mercado. Dos modelos lançados em 9 de Setembro de 2008, o shuffle foi o que teve menos mudanças, e só apresentou novas cores, enquanto o preço e a capacidade de armazenamento continuam os mesmos. O iPod shuffle foi descontinuado em 2017, último lançado foi o de quarta geração em 2010.

### iPod nano

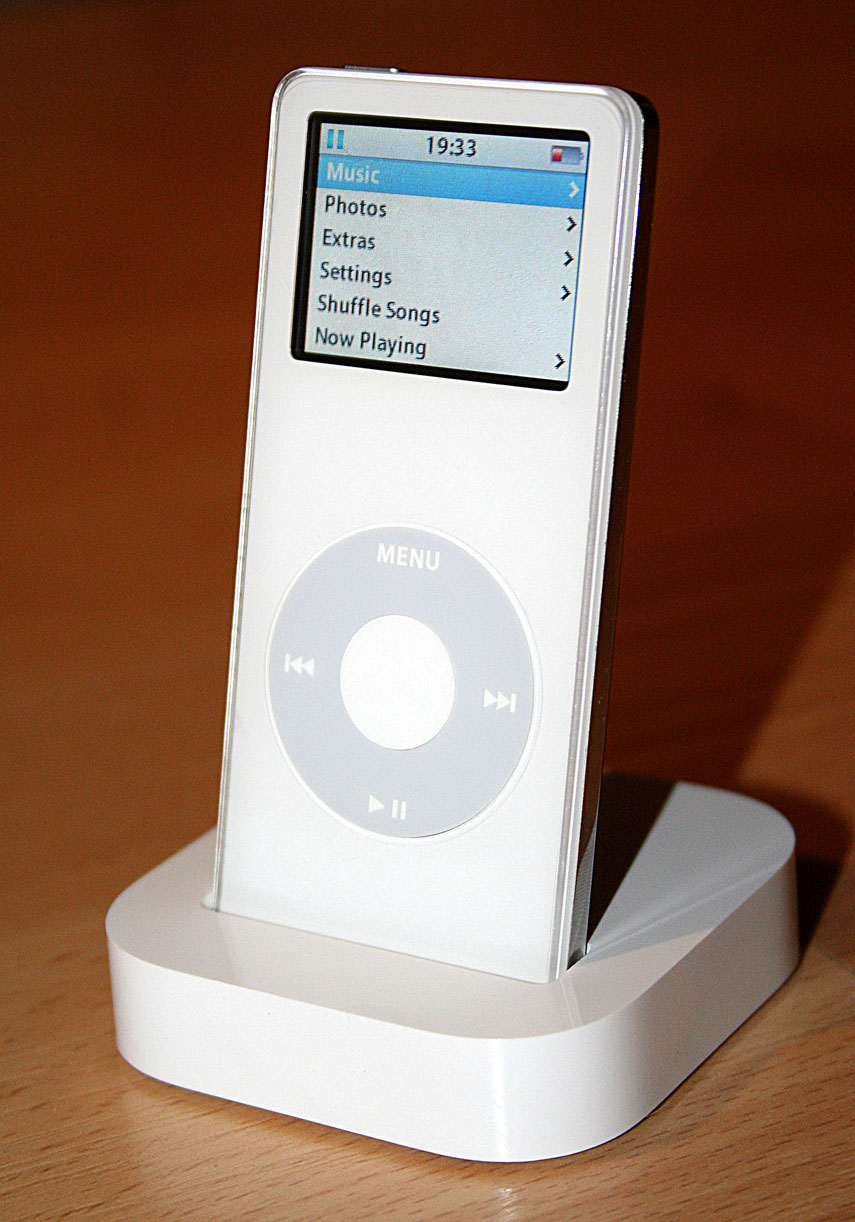
iPod nano de primeira geração no Dock

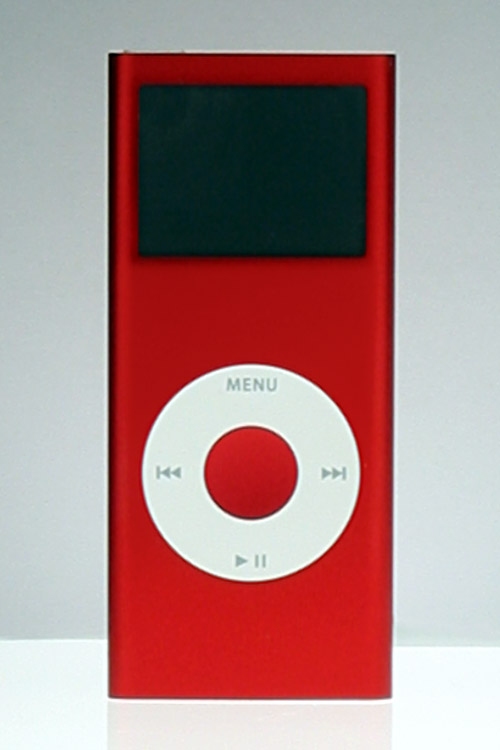
iPod nano de segunda geração

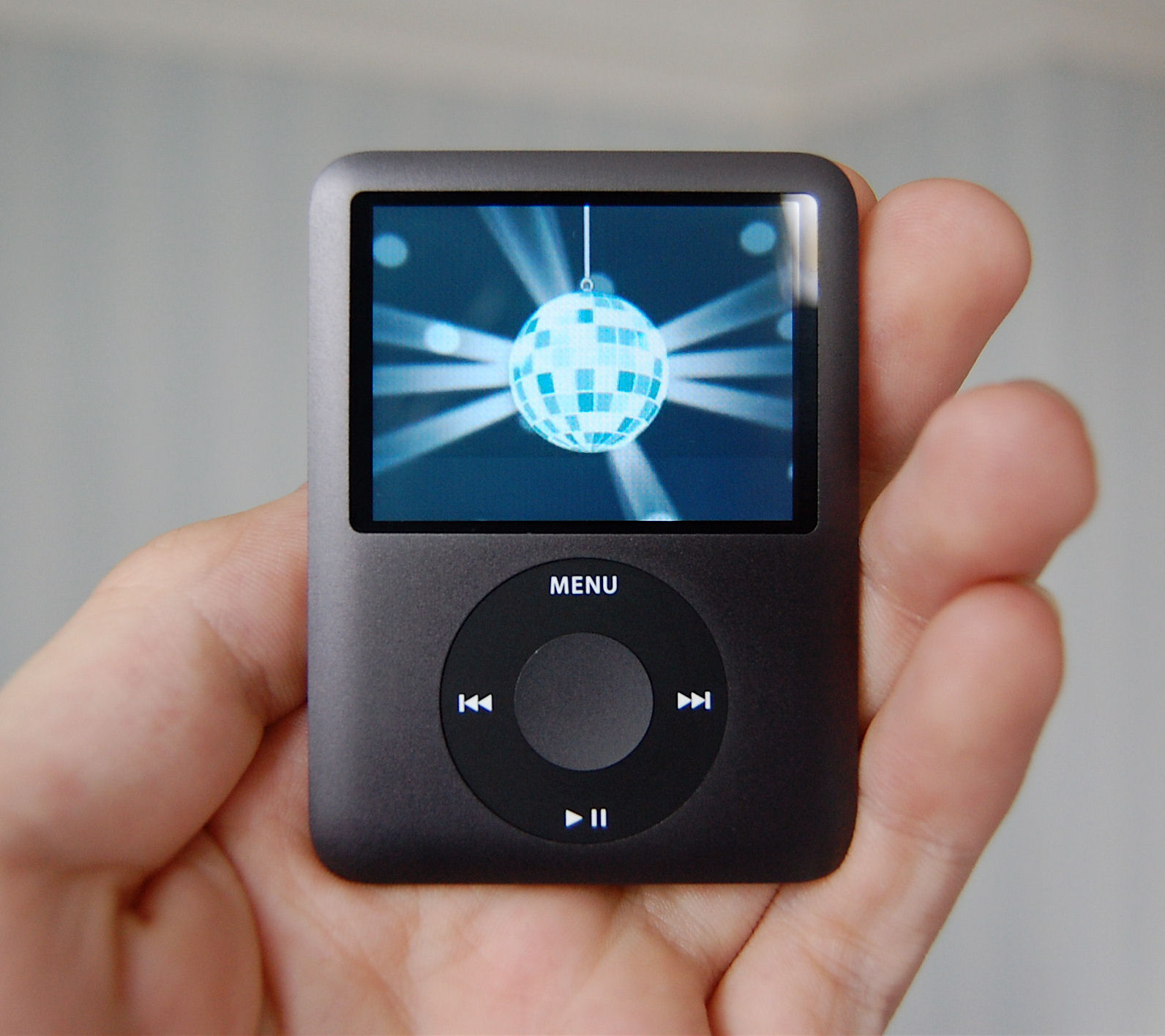
iPod nano de terceira geração

A 7 de Setembro de 2005, a Apple anunciou o sucessor do iPod mini, o iPod nano. Baseado em memória flash ao invés de disco rígido, o iPod nano tem apenas 9,0 x 4,0 x 0,69 cm e 42 g, e é 62% menor em volume que o seu predecessor, disponível nos modelos de 1 GB (introduzido em 7 de Fevereiro de 2006), 2 GB, e 4 GB. Possui uma tela de LCD capaz de exibir 65 536 cores, conseguindo mostrar fotografias, e liga-se ao computador via USB 2.0.
O iPod nano possui inicialmente várias características que viriam a ser depois incluídas no iPod de 5ª Geração. Essas características eram novas ao sistema operacional do iPod, incluindo a adição vários relógios mundiais, timer, para desligar depois de determinado tempo, e a opção de bloqueio do aparelho, mediante uma senha de quatro dígitos definida pelo usuário. Uma vez bloqueado, os únicos botões que podem ser pressionados são os de play/pause, forward e backward.
Houve várias reclamações quanto à fragilidade da tela, a qual facilmente se riscava e por vezes chegava mesmo a rachar se fosse feita uma maior pressão.
O iPod Nano segunda geração, lançado dia 12 de setembro de 2006, foi uma volta ao passado, lembrava o iPod mini, ele veio, com novas cores e capacidades (2 GB, 4 GB e 8 GB). As novas cores eram: preto, azul, verde, rosa e o cinza. A tela era mais brilhante e a bateria durando até 24 horas, segundo a Apple.
A terceira geração do nano, lançada em 5 de setembro de 2007, teve como novidades, uma tela maior, com a resolução de 320 por 240 (a tela do novo iPod nano é a tela com maior densidade de pixels já lançada pela Apple, possui 204 pontos por polegada), novos jogos, um menu diferente e a capacidade de reproduzir vídeos. Tem capacidade de 4 GB e 8 GB.
A Quarta geração do Nano, lançada no dia 9 de setembro de 2008, apresenta nove cores e duas versões com capacidades de armazenamento de 8 GB (2 mil canções, 128-Kbps formato AAC, ou 8h de vídeo ou 7 mil fotos) ou 16 GB (4 mil canções, 128-Kbps formato AAC, ou 16h de vídeo ou 14 mil fotos), novas configurações de armazenamento, também suporta os formatos: AAC (16 a 320 Kbps), Protected AAC (da iTunes Store), MP3 (16 a 320 Kbps), MP3 VBR, Audible (formatos 2, 3, e 4), Apple Lossless, AIFF, e WAV.
A linha iPod nano está disponível em nove opções coloridas. Oito cores são padrão e a vermelha é lançamento exclusivo especial. A nova geração inclui o recurso acelerômetro que permite o usuário a escolher uma lista aleatória com um simples agitar do aparelho. A versão de 8 GB custa 149 dólares e de 16 GB custa 199 dólares.
Assim como o iPhone, ou o iPod touch, você pode virar o aparelho de lado e a tela acompanha o movimento e muda para a posição nova, de vertical para horizontal e vice-versa.
No dia 9 de setembro de 2009, a Apple Inc. apresentou ao mundo a 5° geração do iPod nano, o player mais popular no mundo, que marcou também como a volta de Steve Jobs ao comando da empresa. A nova geração do iPod nano. Agora com câmera de vídeo, estrutura em alumínio anodizado polido e tela maior com 2,2 polegadas, rádio FM com o recurso de pausar a programação ao vivo, Genius Mixes, VoiceOver, Conta-passos e gravador de voz. O tocador está disponível em 7 cores com 8 ou 16 GB.
Versão de Windows Vista ou XP Pro além do Mac OS.
Em agosto de 2010, a produtora do iPod anunciou a sexta versão do iPod nano com tamanho reduzido, tela multi-toque e em cores metálicas, também há um clip, igual ao iPod shuffle. E também foi lançada a sétima versão do iPod em 2012 com menor espessura e tela maior, foi descontinuado em 2017 junto com o shuffle.

### iPod touch

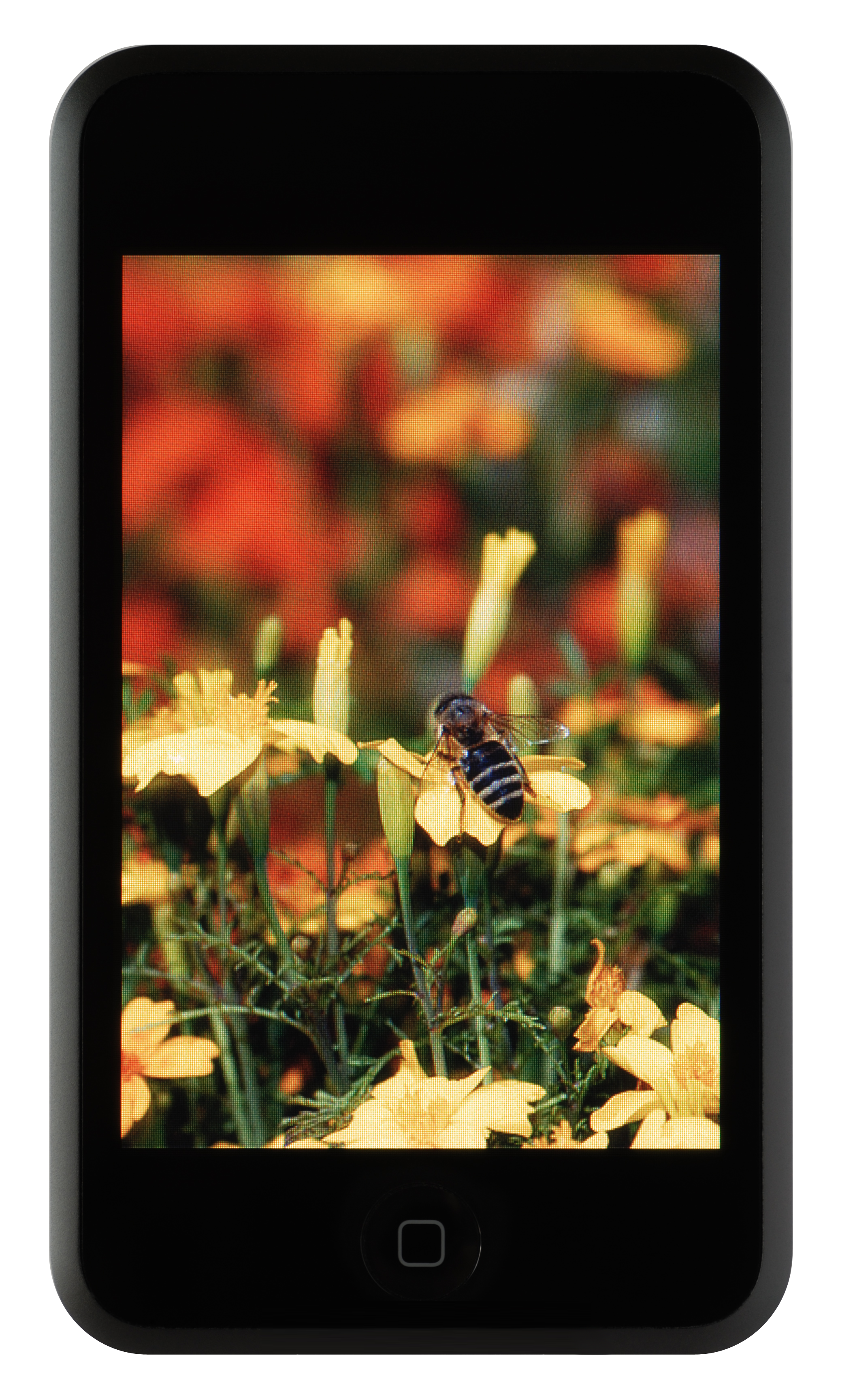
iPod Touch

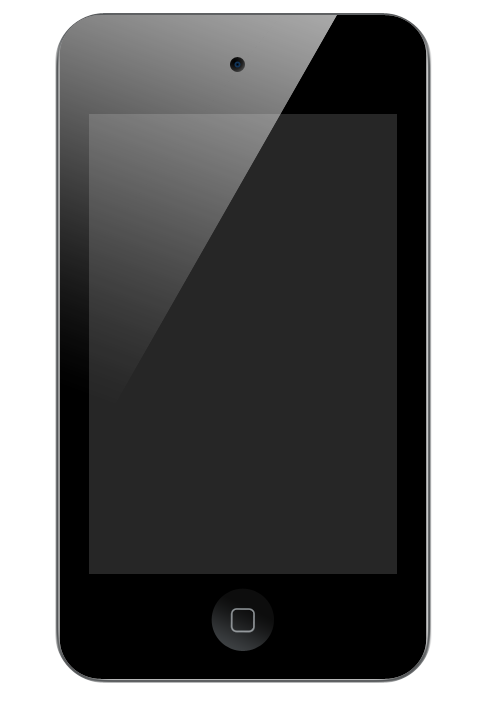
iPod Touch 4G

No dia 5 de setembro de 2007, foi lançada uma nova família iPod, apelidada de touch. O nome touch (do substantivo toque, em português) deve-se à sua tela sensível ao toque. O iPod Touch tem estilo parecido com o iPhone, o smartphone da Apple Inc.. Tem acesso à internet em navegador Safari através de Wi-Fi (802.11b/n/g), tem navegação por mapas, é possível baixar aplicativos na App Store, e na sua quarta geração ganhou uma câmara capaz de tirar fotos e filmar em HD (720p). Em suma, tem as mesmas funções de um iPhone, com exceção do telefone e GPS mas com um serviço de localização via Wi-Fi.
Assim como o iPhone, ao virar o aparelho de lado, a tela acompanha o movimento e muda para a posição nova, de vertical para horizontal e vice-versa. A bateria dura 40 horas no playback de músicas e 8 horas com os vídeos.
Em 9 de setembro de 2008 a Apple lança a segunda geração do iPod touch. Agora com compatibilidade Nike+ (vendido separadamente), um acessório de esporte, que permite o usuário acoplar o Nike+ no tênis e este se comunica, sem fio, com o iPod touch mantendo-o atualizado de sua performance enquanto corre, registrando seu tempo, distância percorrida etc. O iPod touch segunda geração vem agora com alto-falante interno, dispensando o uso de fone de ouvido e um botão na lateral esquerda, como no iPhone, para controlar o volume. Houve mais sucessores, implementando a tela widescreen de 4 polegadas e novos processadores, sendo o último até o momento, o iPod touch de sétima geração, lançado em 2019.
O iPod touch original usa o sistema operacional iOS. Tem uma tela de 3,5 polegadas (diagonal) com multicor de 320x480px a 163ppi, e pode tocar, segundo a Apple, até 36 horas de música e 6 horas de vídeo, maior duração que o modelo anterior. Além disso, também tem a função Cover Flow.
No entanto, ao sair da fábrica, o iPod touch não é "aberto" a aplicações externas (exceto as aplicações Web, ou Webapps) e nem pode ser usado como unidade de armazenamento USB, ao contrário dos outros modelos mais recentes de iPod. Mas, existem descrições na Internet de como fazer com que o iPod touch aceite o carregamento de aplicações externas, bem como de como usá-lo como unidade de armazenamento USB (processo conhecido como "Jailbreak").
Especificações
Dimensões: 11 cm x 6,18 cm x 0,85 cm e 115 gramas, sendo mais finos que as versões anteriores.
Capacidade
- 8 GB, 32 GB ou 64 GB;
- até 1 750, 3 500, ou 7 000 canções em 128-Kbps no formato AAC;
- até 10 000, 20 000, ou 25 000 fotos para iPod;
- até 10 horas, 20 horas, ou 40 horas de vídeo.

Áudio
Compatível com os seguintes formatos de áudio: AAC (16 a 320 Kbps), Protected AAC (da loja para iTunes na Apple.com), MP3 (16 a 320 Kbps), MP3 VBR, Audible (formats 2, 3, e 4), Apple Lossless, AIFF, e WAV.
Vídeo
Compatível com os seguintes formatos de vídeo: H.264 video, até 1.5 Mbps, 640 x 480 pixels, 30 quadros por segundo, versão Low-Complexity do H.264 perfil de linha base com áudio AAC-LC até 160 Kbps, 48 kHz, áudio estéreo em.m4v,.mp4, e formato.mov; vídeo H.264, até 2,5 Mbps, 640 x 480 pixels, 30 quadros por segundo perfil de linha base até Nível 3,0 com AAC-LC áudio até 160 Kbps, 48 kHz, estéreo.m4v,.mp4, e fomato.mov; MPEG-4 video, até 2,5 Mbps, 640 x 480 pixels, 30 quadros por segundo, Perfil simples com AAC-LC áudio até 160 Kbps, 48 kHz, estéreo.m4v,.mp4, e.mov.
Bateria recarregável de 36 horas de áudio e até seis horas de video playback com a bateria toda carregada.
USB 2.0
Mac OS X (v10.4.10, ou melhor)
Windows Vista ou XP Home or Pro (com service pack 2 ou melhor)
Precisa do iTunes 8 ou melhor.
Recomenda-se banda larga para Internet
Em agosto de 2010 se lançou o iPod touch 4G, em que mudou algumas coisas:
- Tela de Retina de alta definição;
- Oficialmente 4 botões, já que se separou os botões de som, antes considerados 2 botões, ou 1;
- Gravação de vídeos HD e fotos;
- Chamada de vídeo através de rede Wi-Fi.

Para sincronizá-lo ao computador é necessário:
- PC: USB 2.0, iTunes 10, XP SP3 ou maior e conexão banda larga;
- MAC: USB 2.0, iTunes 10, v10.5.8 e conexão banda larga.

### Software
O iPod pode reproduzir os formatos de música em MP3, WAV, AAC/M4A, AAC Protegido, AIFF, audiobooks e o Apple Lossless. Não consegue reproduzir FLAC, WMA (Windows Media Audio), Ogg Vorbis ou RealAudio. A versão para Windows do iTunes pode converter os arquivos WMA sem proteção contra cópia para AAC, MP3 ou WAV para mais tarde serem transferidos para um iPod.
A Apple projetou o iPod para funcionar com o software de biblioteca de mídia iTunes, que permite ao usuário gerenciar as bibliotecas de música em seu computador e no seu iPod. O iTunes pode sincronizar o conteúdo do iPod com o do computador toda vez que o aparelho for conectado ao computador.
Além das capacidades de reprodução de música e armazenamento de arquivos, o iPod possui funcionalidades de PDA: a unidade pode armazenar cópia de informações do catálogo de endereços e iCal no Mac de usuário, e também pode exibir notas, apesar dos usuários não poderem editar nenhuma destas informações diretamente no iPod.
Todas gerações do iPod também apresentam jogos. Os iPods de primeira e segunda geração possuem um jogo chamado "Brick", um clone do antigo jogo de arcade chamado Breakout cujo engenheiro era o co-fundador da Apple, Steve Wozniak. A terceira e quarta geração do iPod possuem tanto "Brick" quanto três outros jogos: Parachute, Solitaire e Music Quiz.

### Hardware
Exceto pelo iPod shuffle, todos os outros modelos do iPod oferecerem conectividade com portas FireWire e USB 2.0 (Alta velocidade) e USB 1.1, apesar de recentemente a Apple parar de incluir cabos FireWire junto do iPod mini e do iPod photo para manter melhorias em cada geração sem aumentar o preço. Os iPods recarregam suas baterias internas usando o cabo FireWire ou USB enquanto conectados a um computador ou a um adaptador elétrico, que oferece entrada tanto para o cabo FireWire quanto para o USB (são dois adaptadores diferentes).
Acessórios mais novos do iPod incluem leitores de cartão de memória, sintonizadores FM e gravadores de voz. Entre os mais conhecidos fabricantes de acessórios para o iPod está a Belkin. Alguns dos acessórios, como os sistemas de alto-falantes fabricados pela Bose e interfaces internas para carros BMW fazem uso dos conectores encontrados na parte de baixo do iPod, fazendo com que o usuário encaixe o aparelho no dispositivo. Estes conectores fornecem controle e informação assim como caminho para o sinal de som e energia para executar o iPod ou o acessório.

#### Fones de ouvido
Todos os iPods vêm acompanhados de fones de ouvido pequenos com fios brancos que os distinguem de outros fones semelhantes, sendo o branco uma cor escolhida para combinar com o design dos modelos de iPods originais. Os fios brancos tornaram-se um símbolo do iPod e sempre ganham visibilidade nos anúncios do produto. Alguns outros fabricantes vendem fones de ouvido brancos (como por exemplo a Sony) marcados como substitutos dos fones do iPod, mas também funcionam com outros aparelhos. Alguns usuários dizem que os fones que acompanham o iPod são de baixa qualidade e outros reclamam de falhas.
Em 2004 a Creative Labs, concorrente da Apple, introduziu os novos modelos de players Zen Touch e Zen Micro com fones de ouvido brancos muito similares aos da Apple. Uma porta-voz da Creative disse ao The New York Times que a empresa escolheu a cor para combinar com o aparelho e não para emular o iPod. [ligação inativa] Além da Creative, a Sony também inclui fones de ouvido brancos muito similares junto de seu PlayStation Portable (PSP). Os comerciais de televisão do PSP apresentam um homem escutando música de maneira muito semelhante àquela dos comerciais do iPod.

### Compatibilidade
O iPod original possuía compatibilidade somente com os computadores Macintosh rodando Mac OS 9 ou Mac OS X, mas em 17 de Julho de 2002 a Apple começou a vender um iPod compatível com o Microsoft Windows, com seu disco rígido interno formatado como FAT32 ao invés de HFS Plus.  A Apple lançou uma versão para Windows do iTunes em 16 de Outubro de 2003 ; antes disso, os usuários do Windows precisavam de um programas de terceiros como o Musicmatch Jukebox (incluído com os iPods para Windows antes do lançamento da versão para Windows do iTunes), ephPod ou XPlay para gerenciar a música em seus iPods.
A mais recente geração de iPods remove a distinção Mac/Windows; estes iPods saem de fábrica com seu disco rígido formatado para uso do Macintosh, e o usuário pode reformatá-lo para uso com o Windows após a compra. Um iPod com seu disco rígido formatado como HFS+ opera apenas com um Macintosh, porque o Windows não reconhece HFS+, mas já que um Macintosh pode ler FAT32, um iPod formatado neste formato pode operar tanto com um Macintosh quanto com um PC. O formato HFS+ deixa um pouco mais de espaço disponível para armazenamento de dados, e deixa o iPod servir como disco de inicialização para um computador Macintosh.
Em 8 de Janeiro de 2004 a Hewlett-Packard (HP) anunciou que iria licenciar o iPod da Apple para criar um reprodutor de áudio digital com a marca da HP chamado coloquialmente de HPod. No dia seguinte, Carly Fiorina, então presidente e CEO da Hewlett-Packard, mostrou o novo dispositivo azul baseado no iPod na Consumer Electronics Show de 2004. Enquanto este iPod alterado nunca chegou a ser produzido, o modelo da HP, completamente idêntico ao iPod da Apple, era vendido sob o nome de "Apple iPod + hp". Vendedores deste modelo incluíam (entre outros) a gigante de varejo Wal-Mart, que inclui um aviso deixando claro que o aparelho não irá funcionar com seu serviço de download de músicas online.
Em 29 de Julho de 2005 a HP anunciou que iria parar de vender iPods, após 18 meses de parceria com a Apple. Um porta-voz da empresa declarou que a empresa permanece comprometida "com a estratégia de entretenimento digital" e decidiu que "revender iPod não faz parte dessa estratégia". O comunicado ocorreu devido à reestruturação da empresa após a demissão de Carly Fiorina.
O iPod usa conectividade de armazenamento em massa USB e Firewire junto de um arquivo especial da base de dados para listar as canções. O iPod pode ser montado em qualquer sistema que suporte armazenamento em massa e pode ser usado como um disco rígido externo, mas um programa como o iTunes é necessário para fazer upload de canções para o aparelho. O iPod também se carrega através de uma porta USB, seja o sistema operacional suportado ou não.
O novo iPod, lançado dia 12 de Setembro é uma volta ao passado, lembra o iPod mini, ele vêm, agora, com novas cores e capacidades (2 GB, 4GB e 8 GB). As novas cores são: Preto, Azul, Verde, Rosa e Cinza. A tela está mais brilhante e a bateria dura 24 horas, segundo a Apple.

## Descontinuação
No dia 10 de Maio de 2022, a Apple descontinuou o iPod Touch e aposentou de vez o iPod depois de 20 anos sendo fabricado. O iPod foi o produto da Apple mais antigo a ser descontinuado. 

## Tabela de modelos
| Modelo       | Geração             | Imagem                           | Capacidade            | Mudanças introduzidas | Conectividade                                      | Data de lançamento original | Preço(US$ - dólares americanos) | Preço(€ - euros)         | Sistema mínimo para sincronização (Mac/Windows)   |
| ------------ | ------------------- | -------------------------------- | --------------------- | --- | -------------------------------------------------- | --------------------------- | ------------------------------- | ------------------------ | ------------------------------------------------- |
| iPod classic | Primeira            | iPod de primeira geração         | 5, 10 GB              | Primeiro modelo, com roda de rolagem mecânica. | FireWire/FireWire                                  | 23 de outubro de 2001       | fora de linha                   | fora de linha            | 9 10.1                                            |
| iPod classic | Segunda             | iPod de segunda geração          | 10, 20 GB             | Roda sensível ao toque. Porta FireWire recebeu uma tampa. Botão HOLD (travar) revisado. Compatibilidade com Windows através do Musicmatch. | FireWire/FireWire                                  | 17 de julho de 2002         | fora de linha                   | fora de linha            | 10.1/2000                                         |
| iPod classic | Terceira            | iPod de terceira geração         | 10, 15, 20, 30, 40 GB | Primeira vez completamente redesenhado, inclusão do "dock connector", e caixa mais fina. O suporte através do Musicmatch foi substituído pelo lançamento do iTunes 4.7 para Windows. | Dock/FireWire(Dock/USB para sincronização somente) | 28 de abril de 2003         | fora de linha                   | fora de linha            | 10.1/2000                                         |
| iPod classic | Quarta              | iPod de quarta geração           | 20, 40 GB             | Inserida a click wheel, baseada no iPod mini. | Dock/FireWire ou Dock/USB                          | 19 de julho de 2004         | fora de linha                   | fora de linha            | 10.2/2000                                         |
| iPod classic | Quarta (iPod photo) | iPod de quarta geração (Photo)   | 20, 30, 40, 60 GB     | Versão aprimorada do iPod de quarta geração, com tela colorida e suporte a visualização de fotos. Mais tarde foi integrado à linha principal dos iPods. | Dock/FireWire ou Dock/USB                          | Outubro de 2004             | fora de linha                   | fora de linha            | 10.2/2000                                         |
| iPod classic | Quinta              | iPod de quinta geração           | 30, 60, 80 GB         | Segunda vez completamente redesenhado, com uma caixa mais fina ainda, e uma tela mais larga, com uma novidade, a reprodução de vídeo. Lançado em versões preta e branca. | Dock/USB(Dock/FireWire apenas para carga)          | 12 de outubro de 2005       | fora de linha                   | fora de linha            | 10.3/2000                                         |
| iPod classic | Sexta               | iPod de sexta geração            | 80, 160 GB            | Introduzido o sufixo "classic". Nova interface, e parte frontal de alumínio anodizado. Versão prateada substituiu a branca. | Dock/USB(Dock/FireWire apenas para carga)          | 5 de setembro de 2007       | fora de linha                   | fora de linha            | 10.4/XP                                           |
| iPod classic | Sétima              | iPod de sexta geração            | 160 GB                | Novos recursos Genius e Nike+; a parte de trás em alumínio anodizado e a frente em prateado quintessencial ou preto cintilante. Mais fino. | Dock/USB                                           | 9 de setembro de 2009       | fora de linha                   | fora de linha            | 10.4/XP                                           |
| iPod mini    | Primeira            | iPod mini de primeira geração    | 4 GB                  | Novo modelo, com dimensões reduzidas. Disponível em 5 cores. Introduziu a "Click Wheel". | Dock/USB ou Dock/FireWire                          | 6 de janeiro de 2004        | fora de linha                   | fora de linha            | 10.1/2000                                         |
| iPod mini    | Segunda             | iPod mini de segunda geração     | 4, 6 GB               | Variações de cores mais claras, duração da bateria estendida. Os ícones da Click Wheel passaram a ter a mesma cor do corpo. O modelo dourado foi descontinuado. | Dock/USB ou Dock/FireWire                          | 22 de fevereiro de 2005     | fora de linha                   | fora de linha            | 10.2/2000                                         |
| iPod shuffle | Primeira            | iPod shuffle de primeira geração | 512 MB, 1 GB          | Novo modelo, sem tela e com armazenamento por memória flash. | P2/USB                                             | 11 de janeiro de 2005       | fora de linha                   | fora de linha            | 10.2/2000                                         |
| iPod shuffle | Segunda             | iPod shuffle de segunda geração  | 1, 2 GB               | Nova versão, com dimensões reduzidas e design de "clip". Quatro novas cores foram introduzidas mais tarde, e alteradas novamente em outro momento. | P2/USB                                             | 12 de setembro de 2006      | fora de linha                   | fora de linha            | 10.3/2000                                         |
| iPod shuffle | Terceira            | iPod shuffle de terceira geração | 2, 4 GB               | Nova versão, com dimensões super reduzidas, sem botoes e design de "clip". Botões agora ficam no fone de ouvido. Sistema VoiceOver. | P2/USB                                             | Fevereiro de 2009           | $59 (2 GB) $79 (4 GB)           | €55 (2 GB) €75 (4 GB)    | 10.4.11/Vista, XP com Service Pack 3 ou posterior |
| iPod nano    | Primeira            | iPod nano de primeira geração    | 1, 2, 4 GB            | Substituiu o iPod mini. Armazenamento por memória flash. Disponível em preto e branco. | Dock/USB(Dock/FireWire para carga somente)         | 7 de setembro de 2005       | fora de linha                   | fora de linha            | 10.3/2000                                         |
| iPod nano    | Segunda             | 4 GB blue iPod nano              | 2, 4, 8 GB            | Corpo de alumínio anodizado, baseado no iPod mini, e 6 opções de cores. | Dock/USB(Dock/FireWire para carga somente)         | 12 de setembro de 2006      | fora de linha                   | fora de linha            | 10.3/2000                                         |
| iPod nano    | Terceira            | 4 GB third iPod nano             | 4, 8 GB               | Tela de 2 polegadas, com resolução de 320x240, a tela com a maior densidade de pixels já feita pela Apple. Cores atualizadas, nova interface e suporte a reprodução de vídeo. | Dock/USB(Dock/FireWire para carga somente)         | 5 de setembro de 2007       | fora de linha                   | fora de linha            | 10.4/XP                                           |
| iPod nano    | Quarta              |                                  | 8, 16 GB              | Mais alto e tela maior. Novo design curvo; acelerômetro incluído; Tela reversível vertical ou horizontal como o iPhone. Até 9 cores. Até 24h de música, ou 4h de vídeo. | Dock/USB                                           | 9 de setembro de 2008       | fora de linha                   | fora de linha            | 10.4/XP                                           |
| iPod nano    | Quinta              |                                  | 8, 16 GB              | Mais alto e tela maior. Design curvo; acelerômetro; tela reversível vertical ou horizontal como o iPhone. Até 9 cores. Até 24h de música, ou 4h de vídeo. Agora com câmera de vídeo. | Dock/USB                                           | 9 de setembro de 2009       | $149 (8GB) $179 (16GB)          | €139 (8 GB) €169 (16 GB) | 10.4/XP                                           |
| iPod touch   | Primeira            |                                  | 8 GB                  | Design baseado no iPhone. Inclui o navegador da Web Safari, tela multitoque, acesso sem fio a internet via Wi-Fi, iTunes Store, YouTube, etc. | Dock/USB(Dock/FireWire para carga somente)         | 5 de setembro de 2007       | $199                            | €189                     | 10.4/XP                                           |
| iPod touch   | Terceira            |                                  | 32 e 64 GB            | funcionalidade Nike+ adicionada; encosto de trás de cromo mais fino; funcionalidade Genius; atualização do software iPhone 2.1 para iPod touch; novos botões de volume integrado e alto-falante interno; e acelerômetro incluído. Mais leve que o modelo prévio. Bateria durando mais horas. | Dock/USB                                           | 9 de setembro de 2009       | $299, $399                      | €279, €369               | 10.4/XP                                           |
| iPod touch   | Quarta              |                                  | 8, 32 e 64 GB         | Acelerômetro e Giroscópio, Câmara traseira que tira fotos com uma resolução de 960x720 e vídeos em HD de 720p. Câmara frontal que tira fotos e vídeo com qualidade VGA, FaceTime, vídeo-chamada entre iPhones, iPods touch, Macs e iPads 2. Tela de LED Backlight Retina Display coberto por Gorilla Glass (ecrã de altíssima resolução protegida por vidro blindado) | Dock/USB                                           | 1 de setembro de 2010       | $299, $399,$199                 | €199, €299,399           | 10.4/XP                                           |
|              | Quinta              |                                  | 16, 32 ou 64 GB       | Modelo agora conta com 5 cores :Cinza,Prata, Amarelo, Azul, Rosa e Vermelho ( Product Red); Tela maior de 4 polegadas, Widescreen 16:10 com tecnologia IPS Resolução e 1136x640 pixels com 326 ppiProcessador Apple A5 dual-core 1 GHz e 512 MB de Memória RAM; Bateria com maior duração ao modelo anterior e pesando 88 gramas,(13 a menos que o anterior); Assistente Virtual Siri; Câmera traseira agora com Flash LED, Função Panorama, que permite a captura de fotos à 180ºFunção e HDR. A pulseira iPod touch Loop encaixada em um botão na parte de trás do iPod. A cor do iPod touch Loop é correspondente à cor do iPod. Conector Lightning reversível | Lightning/USB                                      | 11 de Outubro de 2012       | $229, $299, $399                |                          | 10.6/XP                                           |
|              |                     |                                  |                       | |                                                    |                             |                                 |                          |                                                   |
|              |                     |                                  |                       | |                                                    |                             |                                 |                          |                                                   |

Cada nova geração normalmente inclui novos recursos, e o corpo normalmente é menor e mais leve que o da versão anterior. As mudanças mais importantes já feitas foram a substituição da roda mecânica pela roda sensível ao toque, o uso de telas coloridas, e a substituição de discos rígidos por memórias flash. Modelos descontinuados incluem as sete gerações do iPod original, ou iPod "Classic", todas as duas versões do iPod mini, as três gerações do iPod shuffle, as cinco primeiras gerações do iPod nano e as quatro primeiras do iPod Touch.

## Uso
Os iPods, exceto o iPod nano e o iPod touch, têm cinco botões:
1. Play/Pause que toca/pausa músicas.
2. Menu que volta um nível nos menus.
3. Previous que volta a faixa em execução.
4. Next que avança na faixa em execução.
5. Select o botão no centro da roda; seleciona um menu ou canção para ser executada.

Os iPods de quarta geração, o iPod mini e o iPod photo incorporam estes botões na roda clicável (exceto o select).
Uma chave Hold também existe no topo da unidade. Quando ativada, deixa os botões do iPod sem resposta, para que os usuários não o apertem por acidente. A roda central também não consegue mudar o volume no modo Hold.
Segurar o botão Play/Pause por dois segundos irá desligar a unidade.
Se o iPod travar, o usuário pode forçá-lo a se reiniciar. Num iPod de terceira geração, ou anterior, isto é feito quando o usuário ativa, e em seguida desativa a chave Hold no topo do iPod, e então segura os botões Menu e o botão central, de seis a dez segundos até que o logotipo da Apple apareça. Num iPod de quarta geração, e nos iPods mini (com a roda clicável), se faz o mesmo procedimento com a chave Hold e então os botões Menu e Select devem ser segurados.
Os usuários podem colocar o iPod no modo de disco FireWire, no qual ele se comporta como um disco rígido externo sem nenhuma das outras funcionalidades do aparelho. Num iPod de terceira geração ou anterior o aparelho primeiro deve ser reiniciado e então os botões Previous e Next devem ser segurados até que apareça no visor "Disk Mode" (modo de disco). Num iPod com roda clicável, seguram-se os botões Select e Play/Pause. Para devolver as funcionalidades normais do iPod, reinicie o aparelho.
Obs. Procurando uma assistência técnica que certifique o defeito, a Apple se prontifica a fazer troca de aparelhos danificados ainda na garantia entre 15 e 30 dias gratuitamente.

## iTunes Store
O iPod pode reproduzir os arquivos protegidos digitalmente vendidos na iTunes Store. A Apple possui uma tecnologia de encriptação acoplada junto aos arquivos AAC vendidos na loja usando seu sistema FairPlay de maneira com que apenas computadores autorizados possam reproduzi-los.
Os usuários podem passar por cima da proteção ao gravar os arquivos protegidos em um CD e então passando suas músicas de volta para o computador como arquivos desprotegidos, mas isso pode tornar-se uma atividade entediante e resulta em perda na qualidade de áudio com cada interação. Nos EUA, também pode violar o Digital Millenium Copyright Act.
Outra maneira seria utilizando um programa de terceiros para retirar a proteção. Alguns desses programas incluem o Hymn ou com o próprio programa da Apple, o Final Cut Pro. Um desenvolvedor anônimo também criou o iOpener, um programa que encontra arquivos AAC protegidos no computador de um usuário e os converte para arquivos AAC sem codificação. 
Em março de 2005, Jon Johansen ("DVD Jon") lançou um programa chamado PyMusique () que permite que clientes da iTunes Music Store comprem canções sem restrições de cópia.
No mês de janeiro, em anúncio na MacWorld Expo 2006, Steve Jobs anunciou que a iTunes Music Store vendeu 850 milhões de canções.
Em fevereiro de 2006, a Apple lança uma promoção em seu site para comemorar o número de 1 bilhão (mil milhões, em Portugal) de músicas vendidas. A partir da música número 950 milhões, a cada cem mil músicas vendidas, a Apple daria ao usuário comprador um iPod Nano Preto 4 GB e um cartão no valor de 100 dólares para compras na iTunes Music Store. O usuário que adquirisse a canção de número 1 bilhão levaria para casa um iMac de 20 polegadas, 10 iPods 60 GB, 10 mil dólares para compras na iTunes Music Store, além de uma bolsa de estudos em uma escola renomada de músicas. "Você pode ajudar a lançar carreiras de uma geração inteira de músicos", dizia o anúncio.
No momento, a iTunes Store está presente em 62 países.

## Principais pessoas envolvidas no projeto
- Tony Fadell
- Jeff Robbin
- Sanjeev Kumar
- Steve Jobs
- Jonathan Ive
- Danika Cleary - Gerente de Produto iPod
- Stan Ng - Gerente de Linha iPod